# ダイアン・デュアン
ダイアン・デュアン (Diane Duane、 1952年5月18日 - )はアメリカ合衆国出身のファンタジー作家。
So You Want to Be a Wizardを第一作とするYoung Wizardsシリーズで知られる。The Tale of the FiveシリーズでGaylactic Spectrum Awards 2003 Hall of Fameを受賞。この他、映画『スタートレック』の小説を10作以上発表した。
ニューヨーク市生まれで、後にアイルランドに移住。
ダイアン・デュエインとも。

## 著作

### The Tale of the Fiveシリーズ
- The Door into Fire. Corgi. (1979)
- The Door into Shadow. Bluejay Books. (1984). ISBN 9780312941116
- The Door into Sunset. Corgi. (1992). ISBN 9780552136631

### Young Wizardsシリーズ
日本語訳：『魔法使いになる方法』シリーズ、『駆け出し魔法使い』シリーズ
- So You Want to be a Wizard. Delacorte. (1983). ISBN 0-15-204738-7
  - 日本語訳：大出健翻訳、佐竹美保イラスト『魔法使いになる方法』 富士見ドラゴンノベルズ（1991年） ISBN 4829141670
  - 日本語訳：田村美佐子翻訳、『駆け出し魔法使いとはじまりの本』東京創元社（2008年） ISBN 978-4-488-53503-2
- Deep Wizardry. Delacorte. (1985). ISBN 0-15-216257-7
  - 日本語訳：大出健翻訳『魔法使いになる方法 2』富士見ドラゴンノベルズ（1992年） ISBN 4-8291-4168-9
  - 日本語訳：田村美佐子翻訳『駆け出し魔法使いと海の呪文』東京創元社（2009年） ISBN 978-4-488-53504-9
- High Wizardry. Corgi. (1990). ISBN 0-15-216244-5
  - 日本語訳：田村美佐子翻訳『いさましいちびの駆け出し魔法使い』東京創元社（2009年） ISBN 978-4-488-53505-6
- A Wizard Abroad. Corgi. (1993). ISBN 0-15-216238-0
  - 日本語訳：田村美佐子翻訳『駆け出し魔法使いとケルトの黄昏』東京創元社（2010年） ISBN 978-4-488-53506-3
- The Wizard's Dilemma. Harcourt. (2001). ISBN 0-15-202551-0
- A Wizard Alone. (2002). ISBN 0-15-204562-7
- Wizard's Holiday. (2003). ISBN 0-15-204771-9
- Wizards at War. (2005). ISBN 0-15-204772-7
- A Wizard of Mars. Harcourt Children's Books. (2010). ISBN 978-0-15-204770-2
- Interim Errantry. CreateSpace Independent Publishing Platform. (October 2015). ISBN 978-1518688256
- Games Wizards Play. Houghton Mifflin Harcourt. (2016). ISBN 978-0547418063